# DeKalb Avenue (linea BMT Fourth Avenue)
DeKalb Avenue è una stazione della metropolitana di New York situata sulle linee BMT Fourth Avenue e BMT Brighton. Nel 2019 è stata utilizzata da 6 708 640 passeggeri. È servita dalle linee Q ed R sempre, dalla linea B durante i giorni feriali esclusa la notte e dalle linee D ed N solo di notte. Durante le ore di punta fermano occasionalmente anche alcune corse della linea W.

## Storia
La stazione venne concepita come punto di interscambio tra le linee BMT Fourth Avenue e BMT Brighton. La porzione della stazione servita dalla linea Fourth Avenue fu aperta il 22 giugno 1915, mentre quella servita dalla linea Brighton venne inaugurata il 1º agosto 1920. Fu ristrutturata tra il 2004 e il 2006.

## Strutture e impianti
La stazione è sotterranea, ha due banchine ad isola e sei binari. I quattro binari a servizio delle banchine sono utilizzati dai treni locali che fermano nella stazione, mentre i due binari centrali sono riservati ai treni espressi che non fermano e continuano verso il ponte di Manhattan. È posta al di sotto di Flatbush Avenue e il mezzanino possiede due punti di ingresso dal piano stradale, quello sud si compone di due scale e un ascensore all'incrocio con DeKalb Avenue, quello nord è una singola scala nell'angolo nord-est dell'incrocio con Fleet Street.

## Interscambi
La stazione è servita da alcune autolinee gestite da NYCT Bus.
- Fermata autobus